# Eksplozivna toplota
Toplota eksplozije (specifična energija) ili toplota eksplozivne transformacije – količina toplote koja se oslobađa prilikom eksplozivne transformacije 1 mola ili 1 kg (2,2 lb) eksploziva je jedna od bitnih karakteristika eksploziva; ovo je jedan od termičkih efekata u teoriji eksploziva zajedno sa toplotom stvaranja i toplotom sagorevanja eksploziva. 
Takođe, toplota eksplozije je opšti toplotni efekat hemijskih reakcija na frontu detonacionog talasa i reakcija koje se nastavljaju adijabatskim širenjem produkata eksplozije po završetku reakcija. 
Jedinice mere: kcal/kg,  kJ /kg,  kcal/mol,  J/mol,  J/kg. 
U formulama, po pravilu, označenim sa Qв,Qвзр
Toplota eksplozije se koristi za određivanje sposobnosti određenog eksploziva. 
Takođe, toplota eksplozije je parametar koji se odnosi na bezbednost eksploziva, kao i eksplozivnih preparata i goriva.  Odgovara količini toplote koja se oslobađa tokom eksplozivnog raspadanja supstance. Vrednost zavisi od agregatnog stanja proizvoda raspadanja, zbog čega se vrednosti date za kalorimetrijska poređenja obično zasnivaju na tečnoj vodi.
Toplota eksplozije se teoretski može proceniti iz razlike u entalpijama formiranja proizvoda raspadanja i polaznih materijala prema Hesovoj teoremi toplote.  Za smislenu uporedivost, primenjuju se jedinstveni pristupi zasnovani na početnom stanju eksploziva u čvrstom ili tečnom obliku, kao i na produktima raspadanja ohlađenim do normalnih uslova. Procene mogu biti prilično složene zbog neophodnog razmatranja ravnoteže kao što je vodeni gas ili Boduarova ravnoteža.
Eksperimentalno određivanje toplote eksplozije vrši se u kalorimetrijskoj bombi.
Toplota detonacije koja se ostvaruje tokom detonacije eksploziva može se razlikovati od toplote eksplozije.

## Proračun i određivanje toplote eksplozije
Toplota eksplozije određena je:
- eksperimentalno u kalorimetrijskim instalacijama;
- računskim metodama (teorijski). [2][7][8]

Indikatori toplote eksplozije, utvrđeni empirijski, trenutno dostižu tačnost od 0,1 %.  Kao standardni uslovi koriste se temperature od 0 °C (32 °F) i 18 °C (64 °F), pritisak 10 Pa. 
Teorijski proračun toplote eksplozije je moguć ako postoje tačne informacije o sastavu produkata eksplozije, koji je, pak, određen i karakteristikama punjenja i svojstvima eksploziva, kao i uslovima eksplozije.  Metod proračuna se koristi u slučajevima kada je nemoguće sprovesti eksperiment ili su potrebni teorijski podaci za eksploziv koji još nije sintetizovan ili eksplozivni sistem. 
Nastale numeričke vrednosti toplote eksplozije različitih supstanci uzimaju se kao nepromenjene za svaku od njih, a istovremeno na ove indikatore utiču i karakteristike punjenja i uslovi hlađenja, što dovodi do promene u toplotni efekat reakcije.  Dakle, toplota eksplozije nije konstantna vrednost i varira u određenim granicama, na primer, za široko korišćene eksplozive – od 1000 do 1500 kcal/kg. 

### Vrste teorijskih proračuna toplote eksplozije
Teorijski proračun toplote eksplozije se vrši prema opštim pravilima Malard - Le Chatelier ili Brinklei-Vilson eksplozivnih jednačina razlaganja, posebno za eksplozive sa malim negativnim, nultim ili pozitivnim balansom kiseonika. Za supstance sa negativnim balansom kiseonika, primena jednačina Mallard-Le Chatelier-a je neprihvatljiva, pošto rezultat ne odgovara eksperimentalno dobijenim indikatorima, pa se koristi Brinklei-Vilsonova jednačina, gde je rezultat konzistentniji sa eksperimentalnim toplotama, ali čak i u ovom slučaju, rezultati za TNT su precenjeni. 
Zakon Gessa
Obično se za izračunavanje toplote eksplozije koristi Hesov zakon, zasnovan na prvom zakonu termodinamike, prema kome je ukupan toplotni efekat određen početnim i konačnim stanjem sistema, {sfn|Грабчак, Малышев, Комащенко, Федунец|1997|с=84}} tj. u odnosu na teoriju eksplozije, toplota eksplozije treba da bude razlika između toplote nastajanja produkata eksplozije i toplote stvaranja eksploziva: 
- Qvzr = Σqpv – qvv,

gde je Qvzr toplota eksplozije, Σqpv toplota stvaranja produkata eksplozije, qvv toplota nastanka eksploziva. .
- Qvzr = Q2 – Q1,

gde je Qvzr toplota eksplozije, Q2 toplota stvaranja produkata eksplozije, kcal/J; Q1 je toplota formiranja eksploziva ili njegovih komponenti, kcal/J. .

## Opšte informacije
Indikator toplote eksplozije u određenim granicama zavisi od debljine i materijala čaure u koju je postavljeno punjenje, a sa povećanjem gustine punjenja, vrednosti toplote eksplozije se linearno povećavaju. 
Toplota eksplozije se deli na:
- toplota detonacije (ili niska toplota eksplozije) - minimalni prosečni indeks toplote koji određuje detonacioni režim, koji se oslobađa u detonacionom talasu i prenosi na njega u potpunosti; njegovo eksperimentalno određivanje je i dalje teško. Može da varira u zavisnosti od pritiska u talasu detonacije. [9][12]
- visokoeksplozivna toplota - toplota eksplozije u masivnoj čauri. Intermedijer između toplote detonacije i maksimalne toplote. Zavisi od gustine punjenja i debljine čaure; promene zavise od pritiska spoljašnje sredine i gasnodinamičkih uslova procesa ekspanzije produkata eksplozije. [9][12]
- maksimalna toplota - je konstanta eksploziva zbog činjenice da je određena isključivo sastavom eksploziva, bez obzira na početne i krajnje dimenzije stanja produkata eksplozije. Omogućava da se sagledaju granične mogućnosti eksploziva, ako je neophodan rezultat potpune konverzije hemijske energije u toplotnu. [9][12]

Za utvrđivanje visokoeksplozivne toplote eksploziva u praksi se koriste sledeće metode:
- metod olovne bombe;
- metod ekvivalentnih naknada;
- metoda balističkog klatna;
- metoda balističkog minobacača;
- određivanje visokoeksplozivne toplote po zapremini izbacivnog levka;
- merenje parametara vazdušnih udarnih talasa. [4]

### Primeri uticaja na indikatore toplote eksplozije
U slučajevima detonacije gustih punjenja eksploziva sa negativnim balansom kiseonika, koji se stavljaju u masivnu čauru, uočava se dodatna toplota bez povećanja brzine detonacije, pa se u eksploziji TNT-a utiskuje u mesinganu školjku debljine 4 mm, oslobađa se 25% više energije (1080 cal/g) nego pri eksploziji TNT naelektrisanja slične težine i gustine u slaboj staklastoj lčauri debljine 2 mm (840 cal/g). Isti efekat se primećuje kod pikrinske kiseline, tetrila, heksogena. Istovremeno, povećanje toplote eksplozije usled zbijanja i čaure primećuje se samo kod eksploziva sa negativnim balansom kiseonika, kod ostalih mešanih eksploziva sa malim, nultim ili pozitivnim balansom kiseonika (PETN, glicerol). 
Dodatno oslobađanje toplote eksplozije može zavisiti od sporog toka hemijskih reakcija generatorskog gasa, koje ne pojačavaju detonacioni talas. 
Rast indeksa toplote eksplozije je olakšan povećanjem impulsa detonacionog talasa merenog za slobodna i ponderisana punjenja. 